# Potts Park
Koordinaten: 52° 15′ 48″ N, 8° 50′ 35″ O
Potts Park (Eigenschreibweise in Kleinbuchstaben potts park) ist ein Freizeit- und Familien-Erlebnispark im Stadtteil Dützen der ostwestfälischen Stadt Minden, Nordrhein-Westfalen.

## Beschreibung
Der Park liegt am Fuße der Nordseite des Wiehengebirges und wurde 1969 von Karl Heinrich Pott auf dem 15 Hektar großen ehemaligen Zechengelände der alten Eisenerzgrube Porta gegründet. Der Familienbetrieb wird heute von Henrik Pott geleitet und beschäftigt in der Saison bis zu 100 Mitarbeiter. Mit etwa 260.000 Besuchern pro Jahr gehört er zu den kleineren Freizeitparks in Deutschland.
Der Betreiber, die Heinrich Pott GmbH & Co. KG, setzt weniger auf rasante Fahrgeschäfte, sondern möchte sich durch Originalität, Familienfreundlichkeit und Mitmach-Aktionen innerhalb der Branche unterscheiden. So muss der Besucher, anders als in den meisten Freizeitparks, in Potts Park viele Fahrgeschäfte mit eigener Muskelkraft bewegen. Die meisten Attraktionen des Parks sind bereits für Kinder ab 3 Jahren geeignet (zum Teil mit erwachsener Begleitung), aber auch für Jüngere gibt es Angebote. Die Hauptzielgruppe des Parks sind Familien mit Kindern bis 12 Jahren und Schulklassen der unteren Jahrgänge aus der Region.
Gegründet wurde Potts Park als reiner Verkehrsthemenpark, in dem die wichtigsten Fortbewegungsarten des 20. Jahrhunderts dargestellt wurden. Inhaltlich richtete man sich damals vornehmlich an Erwachsene. Weil die meisten Besucher aber auch ihre Kinder mitbrachten, entstand neben dem Themenpark eine Spielewelt für die Kinder, die nach und nach ausgebaut wurde und die Verkehrs-Exponate zum Teil ablöste.

## Fahrgeschäfte und Attraktionen

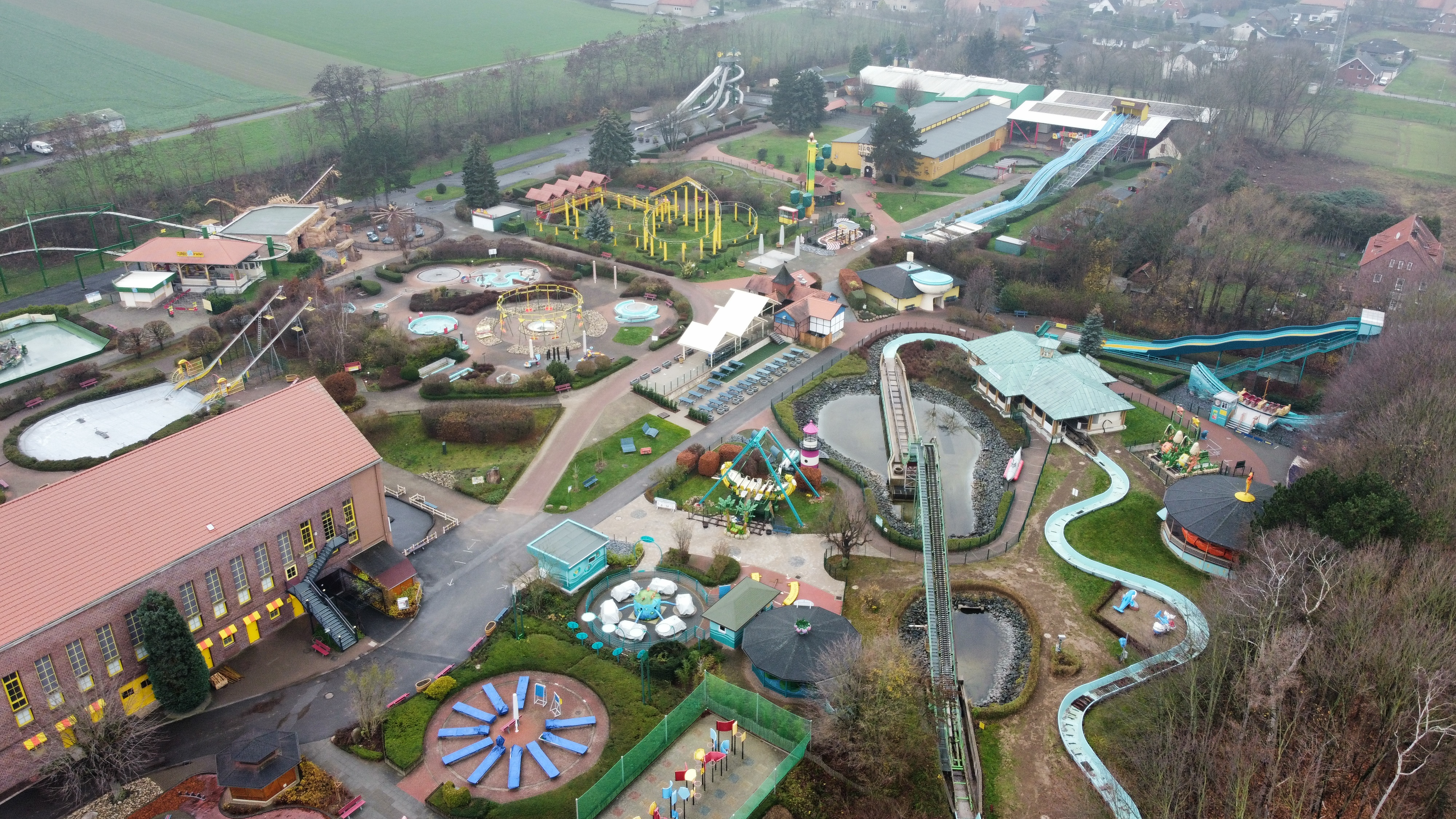
Potts Park - Luftbild während Winterpause

Beim Swinsgalopp wird ein Schweine-Wettrennen veranstaltet. Wie bei vielen anderen Fahrgeschäften wird auch dieses von den Besuchern selbst angetrieben. Die Vehikel der Moorbottich-Fahrt sind den Moorbadewannen der heimischen Bauernbäder nachempfunden.
In der Riesenwohnung, einer 3-Zimmer-Wohnung auf 500 m², sind alle Einrichtungsgegenstände doppelt so groß wie üblich. So sollen Erwachsene die häusliche Umgebung aus der Sicht eines zweijährigen Kindes erleben können.
Das Toilettenhaus Up'n Pott ist mit verschiedenen Abbildungen und themenbezogenen Gegenständen ausgerüstet.

### Achterbahnen
| Name          | Höhe  | Länge | max. Geschwindigkeit | Typ                           | Hersteller                 | Eröffnungsjahr |
| ------------- | ----- | ----- | -------------------- | ----------------------------- | -------------------------- | -------------- |
| Braus & Saus  | 19 m  | 220 m | 50 km/h              | Family Shuttle Launch Coaster | ART Engineering            | 2025           |
| Kiddy-Racer   | 1,8 m | 23 m  | -                    | Kiddy Racer                   | Gerstlauer Amusement Rides | 2017           |
| Potts Blitz   | 9 m   | 222 m | 39 km/h              | Force Two                     | Zierer                     | 1993           |
| Säbelsaurus   | 7,5 m | -     | -                    | Butterfly                     | Sunkid                     | 2019           |
| Turbo-Drachen | -     | 470 m | 36 km/h              | Dynamic Swing Glider          | ABC Rides                  | 2009           |

Hängegleiterbahn / Suspended Coaster
Im Jahr 2009 wurde als Neuheit der Prototyp des Suspended Powered Dynamic Swing Glider der Schweizer Firma ABC Rides mit dem Namen Turbo-Drachen präsentiert. Es handelt sich dabei um eine Art Suspended Coaster mit Antrieb und Einzelgondeln für maximal drei Personen. Die Geschwindigkeit kann dabei von den Benutzern selbst beeinflusst werden.
Die Gondeln schwingen seitlich bis zu 65° aus.
Weitere Achterbahnen
Die Familienachterbahn Potts Blitz des Herstellers Zierer, ist seit 1993 im Park installiert. Zu Beginn der Saison 2017 wurde die Miniachterbahn Kiddy-Racer eingeführt, die bereits für Kinder ab einer Körpergröße von 90 cm geeignet ist. Diese wird von einer erwachsenen Begleitperson außerhalb der Anlage gesteuert. In der Saison 2019 wurde eine Pendelbahn vom Typ Butterfly der Herstellerfirma Heege unter dem Namen Säbelsaurus eröffnet.
| Jahr | Attraktion                                                      |
| ---- | --------------------------------------------------------------- |
| 1980 | Riesenwohnung                                                   |
| 1983 | Springboote                                                     |
| 1991 | Moorbottich-Fahrt                                               |
| 1992 | Bananenflug, Mondroller (2012 ersetzt durch Rondos)             |
| 1993 | Potts Blitz                                                     |
| 1994 | Rutschenparadies, Wellenflitzer                                 |
| 1995 | Buntstift                                                       |
| 1996 | Wasserläufer                                                    |
| 1997 | pottwal                                                         |
| 1998 | Seepferdchen-Karussell, Tulpentanz (seit 2020 Seerosentanz)     |
| 2000 | Faule Sau                                                       |
| 2001 | Kiddy Bobs                                                      |
| 2002 | Gokarts, Potzi-Mobile                                           |
| 2003 | Kinderland, Freifallturm JoJo, Erneuerung Springboote           |
| 2004 | Grillhütten                                                     |
| 2005 | Science Center Terra phänomenalis, Erneuerung Wasserspielgarten |
| 2006 | Potzi-Blick, Erneuerung Sandspielplatz                          |
| 2008 | Potts Park Express (bis 2018)                                   |
| 2009 | Turbo-Drachen                                                   |
| 2011 | Punkte-Jagd                                                     |
| 2012 | 2 Rondos, Lasershow                                             |
| 2013 | Trick-Ball                                                      |
| 2014 | Fliegender Fisch, Korbball                                      |
| 2015 | Klabautermann                                                   |
| 2016 | Hoppel-Hase                                                     |
| 2017 | Kiddy-Racer, Hobelflug                                          |
| 2018 | Thematisierung der Lasershow, Crazy Cars                        |
| 2019 | Säbelsaurus, Froschhüpfer                                       |
| 2020 | Pillepelle                                                      |
| 2021 | Kinderbaustelle                                                 |
| 2022 | Sauladen                                                        |
| 2022 | Klippenschleuder                                                |
| 2023 | Holzspielschiff "HS Lotte"                                      |
| 2024 | POTZI-KART                                                      |
| 2025 | Braus & Saus                                                    |

### Museum
Im Sommer 2005 wurde das interaktive Museum Terra phänomenalis im Potts Park Minden eröffnet. Es hält auf einer Hallenfläche von circa 1700 m² optische Täuschungen und physikalische Phänomene bereit. Zusätzlich befinden sich Exponate im Freigelände (zum Beispiel ein Pumpenbrunnen im Wassergarten). Auch die Riesenwohnung (500 m²) ist ein optisches Phänomen.
Weiterhin befindet sich auf dem Gelände das Bauernstuben-Museum Potts Willem. Dargestellt wird hier eine westfälische Bauernfamilie um die Jahrhundertwende 1890–1900.

## Sonstiges
Das Musikvideo der taiwanesischen Sängerin Lücy wurde 2024 teilweise im Potts Park produziert.